# (12696) Camus
(12696) Camus (1989 SF1) – planetoida z grupy pasa głównego asteroid okrążająca Słońce w ciągu 4,25 lat w średniej odległości 2,62 j.a. Odkryta 26 września 1989 roku.